# Gymnázium Dr. Antona Randy
Gymnázium Dr. Antona Randy je gymnázium v Jablonci nad Nisou a je jedním ze šestnácti sportovních gymnázií v České republice.

## Historie
Škola vznikla roku 1984. Nejdříve byly otevřeny 4 sportovní třídy a o rok později 1. ročník sportovního gymnázia. Kmenovými sporty se staly atletika a klasické lyžování. První ředitelem se stal Mgr. Jindřich Kurfiřt. Roku 1990 byl otevřen 1. ročník osmiletého studia a 1. ročník čtyřletého studia nesportovního. K roku 2007 mělo gymnázium 16 tříd.

### Významní sportovci
| jméno              | disciplína                |
| ------------------ | ------------------------- |
| Helena Balatková   | běh na lyžích             |
| Ilona Bublová      | cyklistika, běh na lyžích |
| Tomáš Janků        | skok do výšky             |
| Tomáš Krupčík      | biatlon                   |
| Jitka Landová      | biatlon                   |
| Kateřina Losmanová | biatlon                   |
| Vladimír Maška     | hod kladivem              |
| Miroslav Menc      | vrh koulí                 |
| Jan Pešava         | běh                       |
| Eva Puskarčíková   | biatlon                   |
| Kamila Rajdlová    | běh na lyžích             |
| Nikola Sudová      | akrobatické lyžování      |
| Šárka Sudová       | skok do výšky             |
| Michaela Vernerová | judo                      |
| Radka Vodičková    | triatlon                  |